# Pfarrkirche Oberfellabrunn

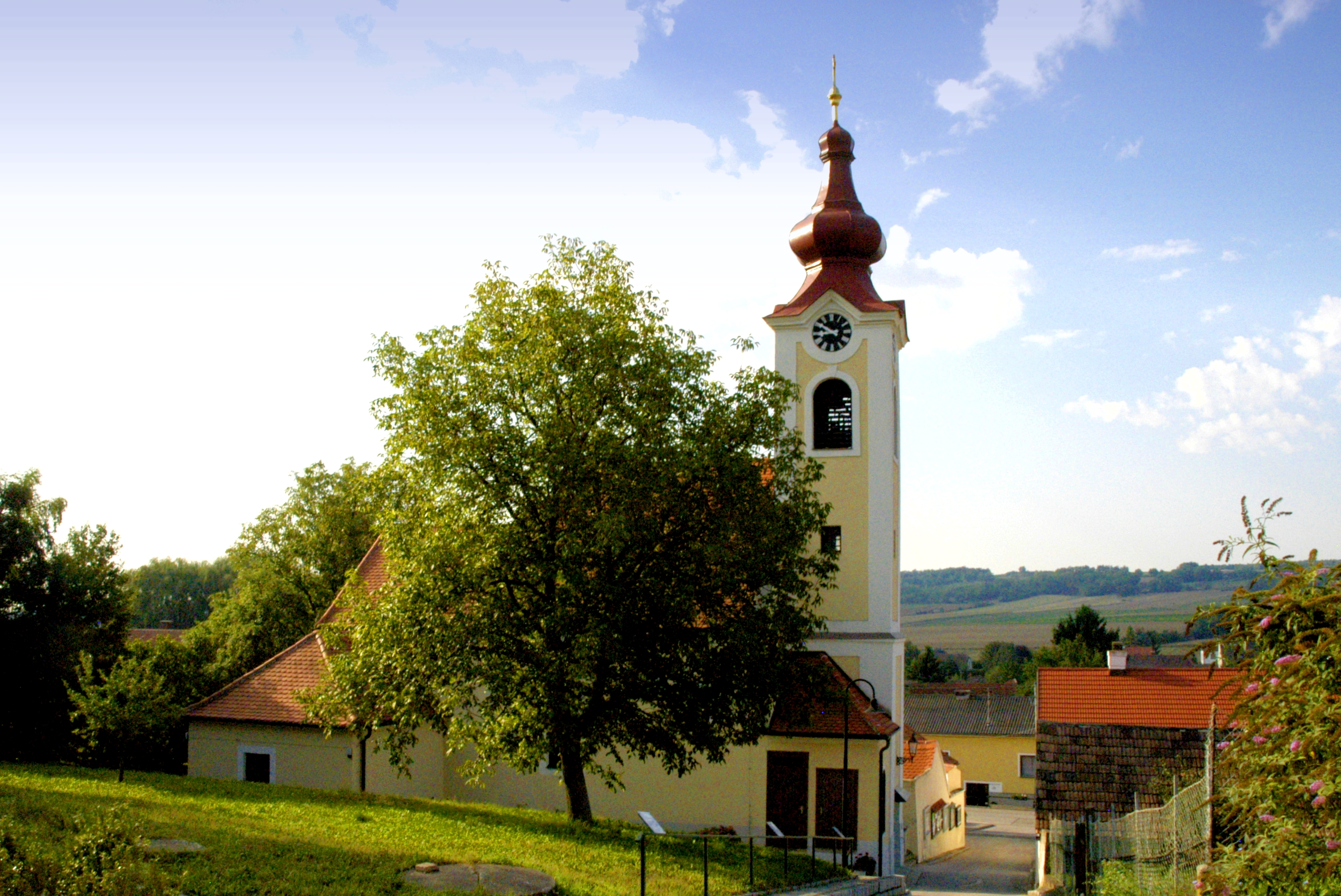
Pfarrkirche Oberfellabrunn, Ansicht von Norden

Die römisch-katholische Pfarrkirche Oberfellabrunn steht in Oberfellabrunn, einer Ortschaft in der Stadtgemeinde Hollabrunn (Niederösterreich) hinter der nördlichen Straßenzeile an einem Geländeanstieg. Sie ist der heiligen Anna geweiht.
Die Kirche gehört zum Dekanat Hollabrunn im Vikariat Unter dem Manhartsberg und steht unter Denkmalschutz.

## Pfarrgeschichte
Um 1638 wurde Oberfellabrunn urkundlich erwähnt, als es gemeinsam mit Groß und Wolfsbrunn vorübergehend nach Hollabrunn
eingepfarrt wurde. In dieser Zeit waren die Pfarren des Gebietes dem Bistum Passau inkorporiert, weil die Christianisierung vom heutigen Bayern ausgegangen ist. Bereits 1659 kamen Oberfellabrunn und Groß an die Pfarre Sitzendorf.
Am 4. Juli 1784 verzichtete der Bischof von Passau auf den österreichischen Anteil seiner Diözese, womit das Viertel unter dem Manhartsberg vom Bistum Passau an die Erzdiözese Wien kam. Im selben Jahr erfolgte die Pfarrerhebung in Oberfellabrunn.

## Baubeschreibung

### Außen
Die Kirche ist eine barocke Saalkirche mit einem Westturm und einem im Kern gotischen Chor. 
Das schlichte, barocke Langhaus hat neugotische Spitzbogenfenster und einen eingezogenen, polygonen, gotischen Chor mit umlaufender barocker Traufkehle und gotischen Spitzbogenfenstern, der auf das 15. Jahrhundert zurückgeht, und später um seitliche Anbauten ergänzt wurde.
Der der Westfassade vorgestellte Kirchturm aus dem 18. Jahrhundert hat eine Faschengliederung, rundbogige Schallluken, Uhrengiebel und einen Zwiebelhelm, der von einer Turmkugel mit Kreuz bekrönt wird.

### Innen

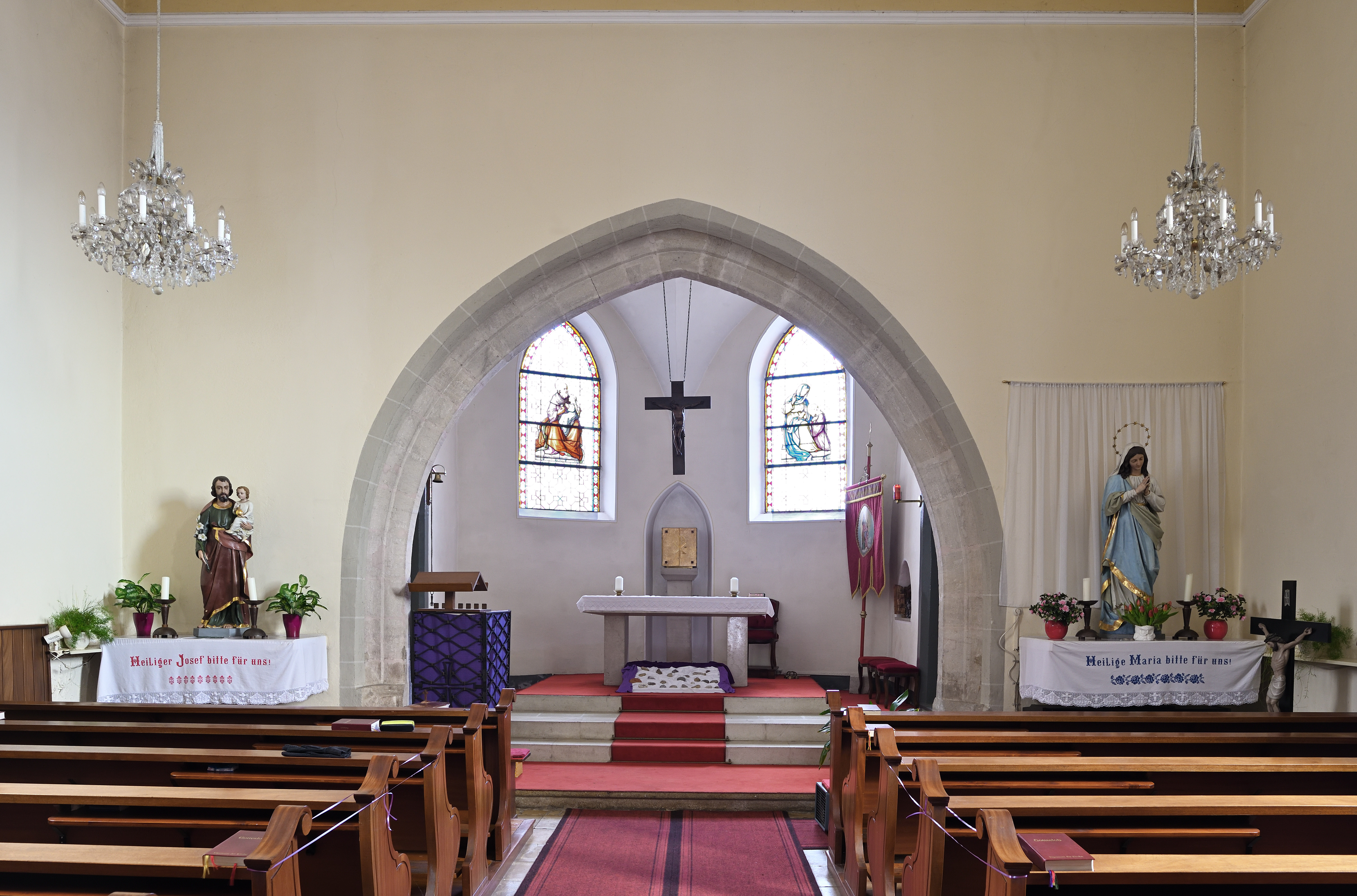
Pfarrkirche Oberfellabrunn, Innenansicht

Der Saalraum ist durch eine gekehlte Flachdecke gedeckt und verfügt über eine Orgelempore aus der Zeit um 1900 mit Eisenständern. Der spätgotische, stark eingezogene Triumphbogen ist ein gedrückter Spitzbogen mit Kehlung. In dem wahrscheinlich aus dem 15. Jahrhundert stammenden Viersechstel-Chorpolygon mit neugotischen Schulterbogenportalen befinden sich anstelle der Rippen stuckierte Grate und eine Rosette als Schlussstein aus der ersten Hälfte des 17. Jahrhunderts.

## Ausstattung
Zur Ausstattung der Kirche zählen Glasmalereien der hll. Joachim und Anna vom Anfang des 20. Jahrhunderts, Statuen Herz Jesu und Maria Immaculata aus der Zeit um 1900 und Kreuzwegbilder aus der ersten Hälfte des 19. Jahrhunderts.

### Orgel
Die neugotische Orgel von Franz Josef Swoboda mit 6 Registern ist aus dem Jahr 1905.

### Glocke
Die Glocke wurde von Ignaz Hilzer im Jahr 1877 gegossen.